# Breitenau (Alemanha)
Breitenau é um município da Alemanha localizado no distrito de Westerwaldkreis, estado da Renânia-Palatinado.
Pertence ao Verbandsgemeinde de Ransbach-Baumbach.